# Marmier (canton)
Pour les articles homonymes, voir Marmier.
Le  canton Marmier est situé dans les municipalités du Lac-aux-Sables et de Notre-Dame-de-Montauban, dans la MRC de Mékinac, dans la région administrative de la Mauricie, sur la rive-nord du fleuve Saint-Laurent, en la province de Québec, au Canada. Au Québec, un canton (township en anglais) est une division cadastrale historique du territoire visant à faciliter la concession de terres publiques à des particuliers pour la colonisation.

## Géographie
Le canton Marmier est situé à l'est du canton Lejeune et au Nord-Ouest de la rivière Batiscan. Son territoire inclut le Zec Tawachiche. La rivière Tawachiche et la rivière Tawachiche ouest coulent entièrement dans le territoire du canton Marmier.
Les principaux lacs du canton Marmier sont: Germain, "du Midi", Hackett, Fontaine, Price, Bégin, du Milieu, Boiteau, Buffon, Profond et Terrien.
La voie ferrée du Canadien National qui relie Hervey-Jonction à La Tuque traverse le canton Marmier, entre Audy et le lac Masketsi (Mékinac).

## Toponymie
Les toponymes "canton Marmier"  a été proclamés simultanément le 9 septembre 1892. Ce toponyme a été officialisé à la Banque de noms de lieux de la Commission de toponymie du Québec le 5 décembre 1968. 
Le toponyme "canton Marmier" tire son origine en l'honneur d'un écrivain français prolifique, Xavier Marmier (1809-1892), originaire de Pontarlier (Est de la France), dans le Doubs. À la suite de la publication de plusieurs ouvrages relatant ses voyages en Scandinavie, en Pologne et en Russie, cet écrivain entreprend un séjour en Amérique du Nord. On le retrouve en 1849 dans le Bas-Canada, notamment à Québec et à Montréal, puis dans le Haut-Canada. Après avoir publié en 1852 à Paris ses "Lettres sur l'Amérique", l'écrivain publia un roman "Les fiancés du Spitzberg" (en 1858). Marmier fut élu à l'Académie française en 1870.